# وينجليس
وينجليس (بالفرنسية: Wingles)‏ هي بلدية تقع في إقليم باد كاليه من منطقة نور با دو كاليه في شمال فرنسا. تبلغ مساحة هذه المدينة 5.93 (كم²)، وترتفع عن سطح البحر 27 م، يبلغ عدد سكانها 8273 نسمة حسب إحصاء المعهد الوطني للإحصاء والدراسات الاقتصادية سنة 2009 م. وترأس Gérard Dassonvalle البلدية خلال فترة (2008-2014).